# Diu (wyspa)
Diu – wyspa na Morzu Arabskim, w indyjskim dystrykcie Diu.
Ludność wyspy zajmuje się rybołówstwem oraz uprawą palmy kokosowej. Na wyspie rozwinęła się turystyka.